# Zirkon

Model krystalu zirkonu

Zirkon (Werner, 1783), chemický vzorec ZrSiO4 (křemičitan zirkoničitý), je čtverečný minerál. Název odvozen z perského zargun – zbarvený jako zlato, podle barvy jedné z odrůd.

## Původ
- magmatický – akcesorický minerál v kyselých vyvřelých horninách (granity, diority, syenity, leukogranity, pegmatity). V bazických a ultrabazických horninách vzácný. Větší krystaly se vyskytují v pegmatitech.
- metamorfní – běžný akcesorický minerál (fylity, svory, ruly).
- sedimentární – odolný vůči mechanickému i chemickému zvětrávání, typický „těžký“ minerál úlomkovitých (klastických) usazenin pískovců a drob.

Zirkon je nejstarší známý minerál na Zemi (ve vztahu k věku Země, ne k lidskému poznání), stáří vzorku nalezeného v Jack Hills v Austrálii bylo stanoveno na 4,4 mld. roků.

## Morfologie
Nejčastěji se vyskytuje v podobě tabulkových až prizmatických krystalů, s čtvercovým průřezem, ukončených čtyřbokým jehlanem {111}, velikost do 30 cm. Také v podobě nepravidelných zrn, masivní. Dvojčatění podle {101}.
Metamiktní minerál – radioaktivní záření obsaženého thoria a uranu časem rozruší jeho krystalovou mřížku.

## Vlastnosti
- Fyzikální vlastnosti: Tvrdost 7,5, křehký, hustota 4,6–4,7 g/cm³, štěpnost špatná ve směru {110} a {111}, lom lasturnatý.
- Optické vlastnosti: Barva: bezbarvý, hnědá, hnědočervená, žlutá vzácněji zelená, modrá. Lesk skelný až diamantový, mastný (metamiktní), průhlednost: průhledný až opakní, vryp bílý.
- Chemické vlastnosti: Složení: s příměsí hafnia (1 až 4 %) a některých prvků vzácných zemin (celkově do 4 %).

Zirkon je v horninách hlavním nositelem přirozené radioaktivity.

## Odrůdy
- Hyacint – žlutočervený, červenohnědý
- Jargon – bezbarvý, bledě slámově žlutý na Srí Lance
- Starlit – modrý, vyskytuje se v Pailinu v Kambodži. Žíháním lze změnit barvu, ale časem opět vybledne.

## Polymorfie
- reidit – vysokotlaká varianta

## Podobné minerály
- granát, thorit, xenotim

## Parageneze
- amfibol, biotit, granát, křemen aj.

## Získávání
Průmyslová těžba z plážových písků v Austrálii a Brazílii.

## Využití

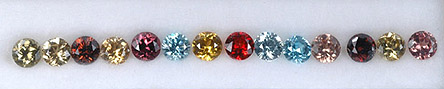
Šperky vyrobené ze zirkonu

Je důležitým zdrojem chemického prvku zirkonia.
Pěkně zbarvené odrůdy se díky vysokému indexu lomu světla používají ve šperkařství. Nejčastěji se brousí do oválných nebo kulatých tvarů, někdy se používá i diamantový brus. Většinou pocházejí z nalezišť na Srí Lance, v Barmě a v Thajsku.
Využívá se průmyslově na výrobu žáruvzdorných cihel, keramiky, glazur, vláken, oxidu zirkoničitého.
Radioaktivní rozpad uranové řady v krystalech zirkonu lze využít k velmi spolehlivému určování stáří hornin.

## Naleziště
Široce rozšířený minerál, dobře vyvinuté krystaly jsou však vzácné.
- Česko – např. Vlastějovice u Zruče nad Sázavou, společně s pyropy u Třebenic v Českém středohoří, Krušné hory – Jáchymov, Podsedice, na Moravě např. Maršíkov
- Slovensko – Banská Štiavnica, Brezno, Gelnica
- Německo – Siebengebirge, Niedermendig, Eifel, Pfitsch
- Srí Lanka, Barma, Thajsko – zirkon drahokamové kvality
- Austrálie
- a další.